# Miłasze (rejon brasławski)
Miłasze (biał. Мілашы; ros. Милаши) – wieś na Białorusi, w obwodzie witebskim, w rejonie brasławskim, w sielsowiecie Achremowce.

## Historia
W czasach zaborów w gminie Brasław, w powiecie nowoaleksandrowskim, w guberni wileńskiej Imperium Rosyjskiego.
W dwudziestoleciu międzywojennym wieś leżała w Polsce, w województwie nowogródzkim (od 1926 w województwie wileńskim), w powiecie dziśnieńskim (od 1926 w powiecie brasławskim), w gminie Brasław.
Według Powszechnego Spisu Ludności z 1921 roku zamieszkiwało wieś 285 osób, 148 były wyznania rzymskokatolickiego a 137 prawosławnego. Jednocześnie wszyscy mieszkańcy zadeklarowali polską przynależność narodową. Było tu 51 budynków mieszkalnych. W 1931 w 58 domach zamieszkiwało 330 osób.
Miejscowość należała do parafii rzymskokatolickiej w Belmoncie i prawosławnej w Brasławiu. Podlegała pod Sąd Grodzki w Brasławiu i Okręgowy w Wilnie; właściwy urząd pocztowy mieścił się w Brasławiu.